# Stephen Spinella
Stephen Spinella (Nàpols, Campània, al sud d'Itàlia, 11 d'octubre de 1956) és un actor italo-estatunidenc.

## Biografia
Nascut a Nàpols, creix a Glendale, Arizona, fill d'un mecànic aeri-naval. Es va graduar a la Universitat d'Arizona, en direcció teatral. El 1979 va abandonar Arizona i es va traslladar a Nova York, on es va guanyar la vida treballant en restaurants i en algunes actuacions teatrals menors. El 1982 va obtenir un MFA a la Universitat de Nova York. Va començar la seva carrera professional el 1993, obtenint un èxit immediat amb la interpretació de Prior Walter a les producció original de l'epopeia de Tony Kushner Angels in America, a Broadway. Per la seva interpretació, guanya un premi Tony i dos premis Drama Desk. Llavors va començar a treballar pel cinema, protagonitzant pel·lícules com Virtuality,  Infidel forever  i  The Jackal .
El 1997 torna al teatre amb Una mirada des del pont d'Arthur Miller, seguit per l'Electra de Sofocles i diverses adaptacions de les obres de James Joyce, una vegada més nominades per importants premis de teatre. Paral·lel al teatre segueix treballant en el cinema, participant en  El paradís perdut ,  L'insaciable,  El premi de la llibertat   i  Connie i Carla , i construint una carrera a la televisió, apareixent en sèries de televisió conegudes com a Àlias,  Will & Grace,  Everwood,  Desperate Housewives  i   24 , en aquesta última va fer el paper de Miles Papazian en la cinquena temporada. El 2006 participa en el premiat  musical de rock  Spring Awakening, basat en la música de Duncan Sheik, mentre que el 2008 actua a la pel·lícula de Gus Van Sant Milk.
Spinella és obertament gai.

## Filmografia

### Televisió
- 1993: And the Band Played On: Brandy Alexander
- 1997: What the Deaf Man Heard: Percy
- 2003: Our Town: Simon Stimson
- 2006: 24 hours chrono: Miles Papazian

### Cinema
- 1995: Programat per matar (Virtuosity): Dr. Darrel Lindenmeyer
- 1995: Tarantella: Frank
- 1996: Fidelment teva (Faithful):el jove del Rolls
- 1997: Love! Valour! Compassion! de Joe Mantello: Perry Sellars
- 1997: David Searching: Hummus Guy
- 1997: The Jackal: Douglas
- 1998: Great Expectations: Carter Macleish
- 1998: The Unknown Cyclist: Doug Stein
- 1999: Ravenous: Knox
- 1999: Cradle Will Rock: Federal Theatre - Donald O'Hara
- 2001: Bubble Boy: Chicken Man
- 2004: Connie i Carla: Robert / Peaches
- 2004: House of D: Tiquet Seller
- 2006: Grey's Anatomy: Mauer Pascowitz
- 2006: Stone & Ed: Conserge
- 2008: Em dic Harvey Milk (Milk): Rick Stokes
- 2009: Harvey Milk: Rick Stokes
- 2010: Rubber de Quentin Dupieux: Chad
- 2012: Lincoln: Asa Vintner Litton
- 2012: House of Dust: Psiquiatra
- 2014: The Normal Heart: Sanford
- 2018: Can You Ever Forgive Me?: Paul